# Camden (borgo di Londra)

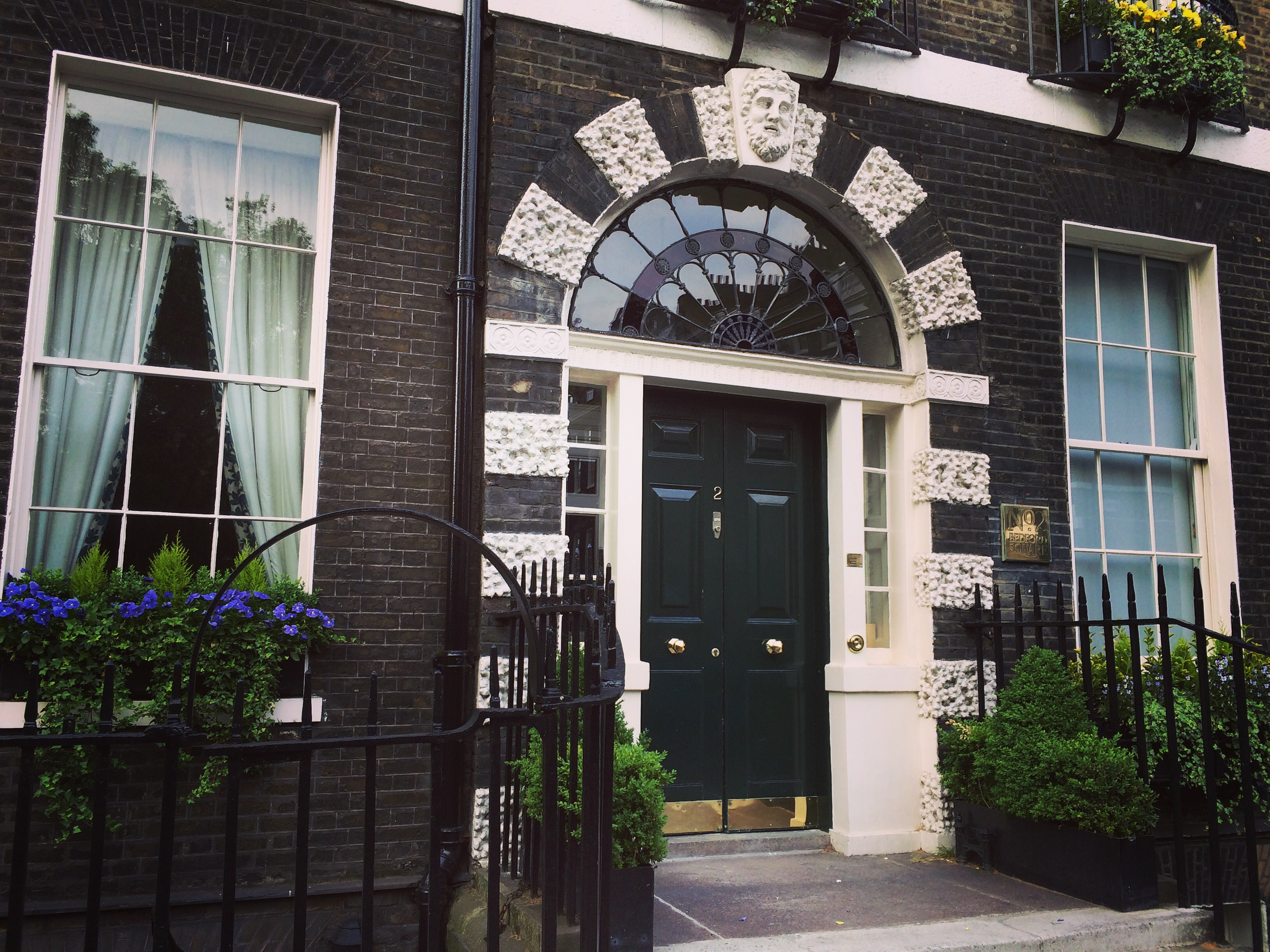
Casa di Bedford Square, nel quartiere di Bloomsbury

Il borgo londinese di Camden (pronuncia: /kæmdən/) è un borgo di Londra nella parte nord della città, e fa parte della Londra interna.
L'area del borgo parte da Holborn e Bloomsbury a sud per arrivare a nord a Hampstead Heath. Confina a sud con la City of Westminster e la City of London, a ovest con Brent, a nord con Barnet e Haringey e a est con Islington.

## Storia
Il borgo fu creato nel 1965 dall'area di Hampstead, Holborn e St Pancras, parte della Contea di Londra.
Se San Pancrazio e Hampstead erano antichissime parrocchie medievali, il municipio di Holborn era una creazione ottocentesca su un'area esageratamente parcellizzata in quanto da tempo ambito dell'espansione edilizia della capitale ma che il Comune di Londra non aveva voluto annettere per non intaccare il proprio carattere elitario.
Il borgo deve il suo nome a Camden Town, un'area di St Pancras chiamata così dal nome di Charles Pratt, primo conte di Camden nel 1795.

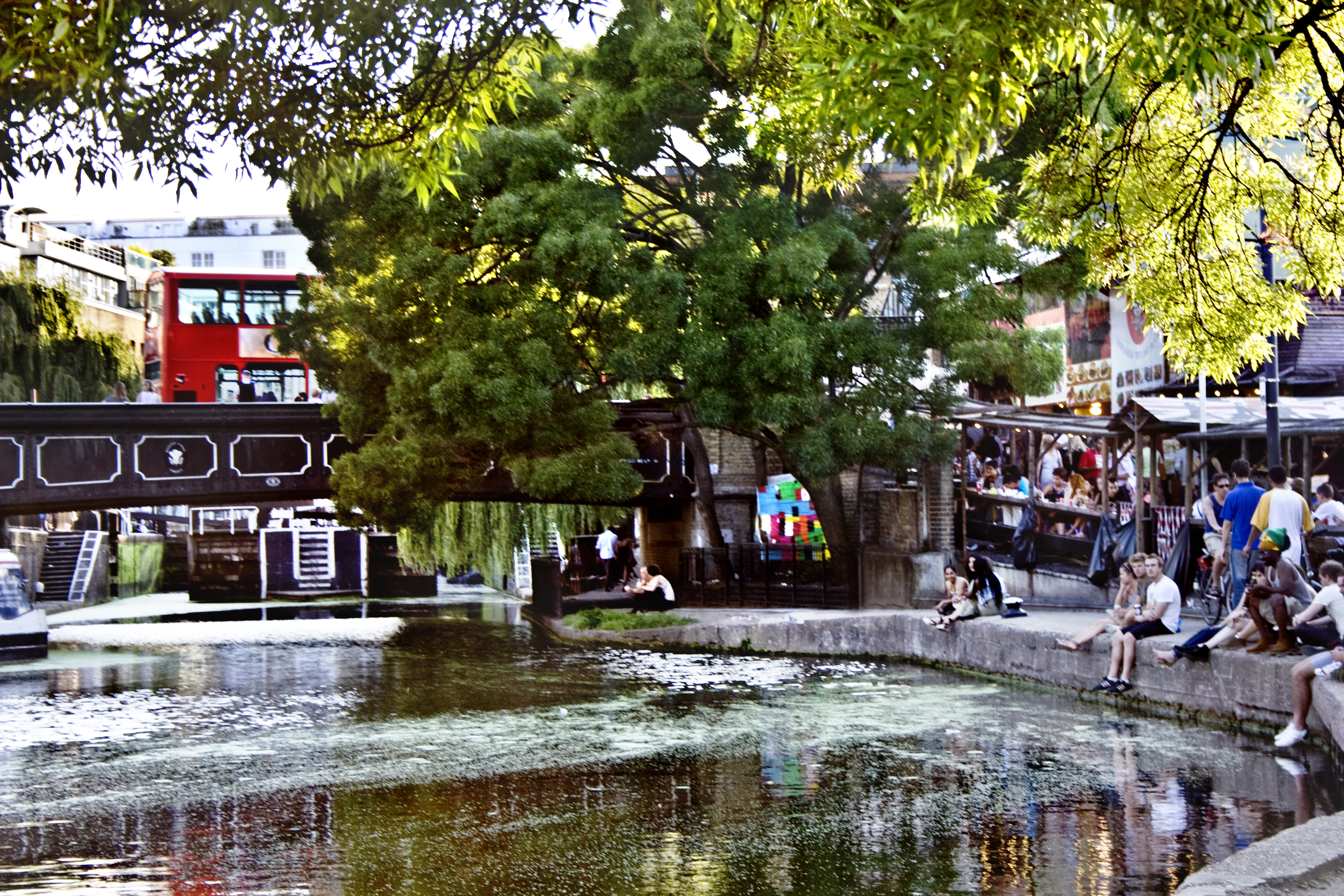
Camden Town market (2011)

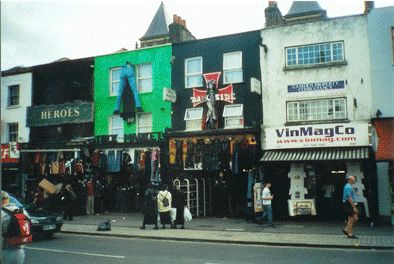
I negozi di Camden

## Luoghi d'interesse turistico
- Biblioteca Britannica
- Kenwood House
- Museo Britannico
- Museo Charles Dickens
- Museo giudaico di Londra
- Museo John Soane
- Torre BT

## Parchi e aree verdi
- Hampstead Heath
- Regent's Park (con Westminster)
- Russell Square

## Quartieri
- Belsize Park
- Bloomsbury
- Camden Town
- Chalk Farm
- Covent Garden, in parte anche a Westminster
- Dartmouth Park
- Fitzrovia, in parte anche a Westminster
- Fortune Green
- Frognal
- Gospel Oak
- Hampstead
- Haverstock
- Highgate, in parte anche a Islington e Haringey
- Holborn
- Kentish Town
- King's Cross
- Primrose Hill
- St Giles
- St Pancras
- Somers Town
- South Hampstead
- Swiss Cottage
- Tufnell Park, in parte anche a Islington
- West End di Londra, in parte anche a Westminster
- West Hampstead

## Stazioni ferroviarie principali
- Euston
- King's Cross
- St Pancras

## Stazioni della metropolitana
- Belsize Park
- Camden Town
- Chalk Farm
- Chancery Lane
- Euston
- Euston Square
- Finchley Road
- Goodge Street
- Hampstead
- Holborn
- Kentish Town
- King's Cross St. Pancras
- Mornington Crescent
- Russell Square
- Swiss Cottage
- Warren Street
- West Hampstead